# 岩淵陽人
岩淵 陽人（いわぶち よじん、1938年3月21日 - 2010年2月27日）は、東京都出身の画家、IAC美術会創設者。

## 略歴
少年時代より宗教哲学者の父、岩淵大殿に墨絵、仏画の手ほどきを受ける。
1948年、オハイオ州主催「日米合同交流美術展」金賞受賞〔9歳〕。
1970年、日本各地の祭りを訪ねてスケッチ旅行、本格的に祭りをテーマとした制作に取り組み始め、元展日本画部に「神輿三社祭り絵」を出品して大阪市長賞を受賞。
1974年、日伊合同展で「日本の祭り図」が新人賞。1975年、新鋭作家展特別賞。1979年、中日展に「神輿大祭図」が入賞〔以後連続4回受賞〕と受賞を重ねる。
1975年、岩淵絵画研究所〔IWABUCHI ART CLUB〕設立。1976年、IAC美術会を創立し、会長就任。
1980年、一線美術会委員となり、第33回一線展で委員努力賞受賞。翌年同会長野県支部長に就任するがのち退会。
1984年、藤沢小田急で個展開催以来、個展による作品発表を行うほか、数々の展覧会に出品。
1986年、日本現代美術家連盟功労賞、日本現代美術家連盟常任理事推挙。
1987年、連展埼玉県教育委員会賞。
1988年、日本選抜美術展文部大臣賞。白峰展芸術選大賞。
1990年、国際花の万博日本芸術大賞〔南仏カーニュ〕銀賞。
1991年、白峰展内閣総理大臣賞。国際美術大賞フランス展〔アビニオン市〕版画部門Avignon賞など多数の受賞歴を持つ。同年、中国西安における陝西省文化庁対外文化交流促進会主催・在中国日本大使館後援による岩淵陽人「祭り絵の世界」展覧会において墨彩画の祭り絵シリーズを披露。
1992年、スリランカでジュニウス・リチャード・ジャヤワルダナ大統領と会見、日本・スリランカ友好美術展を開催。
1993年、IAC美術会スリランカ支部をコロンボに設立。スリランカ・ジャワルデネ大統領博物館に著書と版画「六月の祭り」Ｆ25号常設展示。
1996年、スリランカコロンボの招待にてコロンボで個展を開催。
1998年、インドネシア、バリ島クタ他ビーチにて「バリ風俗画展」を開催。
1999年、ベトナムのホーチミン市美術館主催の「岩淵陽人日本の祭りとアジアの文化遺産美術展」に出品。ベトナム・ホーチミン市美術館に絵画「チャンパの遺跡」他2点寄贈。ホーチミン市図書館及び大学図書室に画集「岩淵陽人祭り絵の世界」を寄贈。
2000年、ホーチミン市美術館に「北の海」P100号常設展示。
2001年、ホーチミン市美術博物館において「日・越友好美術展」を開催。
2010年2月に逝去。

## 著書

### 自著
- 俳画集「信濃の食べもの」（郷土出版社）
- 人「祭り絵の世界」（凱美術出版）
- 「カーマの世界」（IAC出版）
- 詩画集「太陽の娘」（同）
- 「自選画集」（同）

### 共著
- 青少年に贈る言葉「わが人生論」（文教図書出版）
- 戦後50周年記念「あのとき私は」（同）
- 青少年に贈る言葉「わが人生論全国版」（同）